# 古龙桥
古龙桥又名尚书桥，俗称“三眼桥”，位于中国陕西省咸阳市三原县城北清峪河上，是一处陕西省文物保护单位。

## 历史
龙桥原为木桥，贯通南北二城。明万历十九年（1591年），工部尚书温纯支持，知县高进孝倡导集资，动工兴建三孔石拱桥，历时12年竣工。桥长110米、宽11米、高26米。历经明万历44年、民国二十二年五月二十九日等多次洪水，桥身始终非常坚固，完好无损。
此桥附近建成新桥。2008年汶川大地震中，因新龙桥发生险情，又重新启用古龙桥。
描绘龙桥施工场面和竣工后龙桥全景的两幅明代建筑图纸档案《创建池阳龙桥图》和《龙桥落成工竣图》，藏于温纯府中。1955年，温氏后人温斌捐献此图，参加在北京天坛举办的全国公路展览。展出结束后，由交通部一位副部长收藏。文化大革命中视作“四旧”被查抄，下落不明。后在北京市公路总局库房里准备处理的废纸堆中找到该图。

## 保护
1992年4月20日，古龙桥公布为第三批陕西省文物保护单位。